# Haría (kommun)
Haría är en kommun i Spanien. Den ligger i den autonoma regionen Kanarieöarna i sydvästra delen av landet, 1 500 km sydväst om huvudstaden Madrid. Antalet invånare är 5 567 (2024). Arean är 106,63 kvadratkilometer. Haría ligger på ön Lanzarote. Haría gränsar till Teguise.